# Rudolf Tobias
Rudolf Tobias (Selja, 29 de mayo de 1873 – Berlín, 29 de octubre de 1918) fue el primer compositor profesional estonio, así como organista profesional. Estudió en el Conservatorio de San Petersburgo. Sus composiciones incluyen entre otras obras para piano, cuartetos de cuerda y un oratorio, Des Jona Sendung [La misión de Jonás] (1908, revisada y estrenada en 1909, posteriormente reconstruida por Vardo Rumessen).

## Primeros años de vida
Rudolf Tobias nació en Selja, parroquia de Käina, en la isla de Hiiumaa. Era hijo del clérigo parroquial local, Johannes Tobias, y de su esposa Emilie. Bajo la tutela paternal, comenzó su formación musical a temprana edad y compuso sus primeros ejercicios a partir de 1882 cuando tenía 9 años. En 1885 ingresó en la escuela de Haapsalu y estudió piano con Catharina von Gernet, una pianista local. Después de graduarse, Tobias se mudó con sus padres a Kullamaa, donde su padre se había sido nombrado secretario parroquial. En 1889, Tobias ingresó en el instituto Nicolai de Tallin, donde aprobó el examen de tutor y estudió órgano y teoría musical con Ernst Reinicke, organista de la catedral de Tallin.
En 1893 Tobias amplió sus estudios en el Conservatorio de San Petersburgo, donde estudió órgano con Louis Homilius y composición con Nikolai Rimski-Korsakov. En 1897 Tobias se graduó en el conservatorio con dos asignaturas especiales, presentando como trabajo de grado la cantata «Johannes Damascenus». Después de graduarse, Tobias trabajó como organista y director del coro de la Iglesia de San Juan de Estonia en San Petersburgo entre 1898 y 1904. Durante este tiempo también interpretó allí sus propias composiciones.

## Carrera musical
En 1904 Tobias se trasladó a Tartu y trabajó como profesor de música en numerosas escuelas y también como tutor. Durante su estancia en Tartu participó en la organización de conciertos, además de actuar como pianista, director y organista y preparar junto a su contemporáneo Aleksander Läte interpretaciones de oratorios. Tobias también comenzó a trabajar como periodista musical durante este período y se unió al grupo literario Noor Eesti .
En enero de 1908, Tobias se mudó brevemente a París (Francia). Poco después vivió brevemente en Múnich y Dresde (Alemania) y en Praga y Dubí (actual República Checa). A finales de 1908 se trasladó a Leipzig.
En 1910 se trasladó a Berlín, donde trabajó como organista y periodista. En 1911 fue miembro activo del comité de evaluación del Consorcio de Compositores Alemanes [Genossenschaft Deutscher Tonsetzer]. En 1914 adquirió la ciudadanía alemana y posteriormente una cátedra en la Real Escuela Superior de Música [Königliche Hochschule für Musik].
En agosto de 1913, Tobias visitó su país natal para presenciar la ceremonia de inauguración del nuevo Teatro Estonia, donde también dirigió sus propias composiciones. Tras regresar a Berlín, Tobias organizó un propio concierto en el que se interpretaron pasajes de su oratorio Misión de Jonás. Después del estallido de la Primera Guerra Mundial, Tobias se alistó en el ejército alemán, donde trabajó como intérprete. Tobias fue dado de baja del servicio por razones médicas en 1916 y regresó a trabajar en la Real Escuela Superior de Música.

## Muerte y legado
Tobías murió de neumonía en Berlín, el 29 de octubre de 1918. Su hija menor, Helen, nacida siete meses después de su muerte, también se convirtió en compositora. Fue enterrado en el cementerio Wilmersdorf de Berlín. Después de la restauración de la República de Estonia, los restos de Tobias fueron enterrados nuevamente el 7 de junio de 1992 en el cementerio de la iglesia de Kullamaa.
En conmemoración de su vida y obra, se erigió un monumento en Haapsalu en 1929, diseñado por el arquitecto Roman Haavamägi, y un monumento conmemorativo en Kullamaa en 1973. En 1924, una calle del subdistrito Raua de Tallin fue rebautizada en honor a Tobias y en 1973, la Escuela de Música Infantil de Kärdla recibió su nombre. Con motivo del centenario del nacimiento de Tobias en 1973, se inauguró un museo conmemorativo en Selja, parroquia de Käina, en la casa donde nació.
Rudolf Tobias fue retratado en el anverso del billete de 50 coronas estonias utilizado entre 1994 y 2010.
El Cuarteto de Cuerdas Tobias [Tobiase keelpillikvartett] lleva el nombre de este compositor.

## Galería

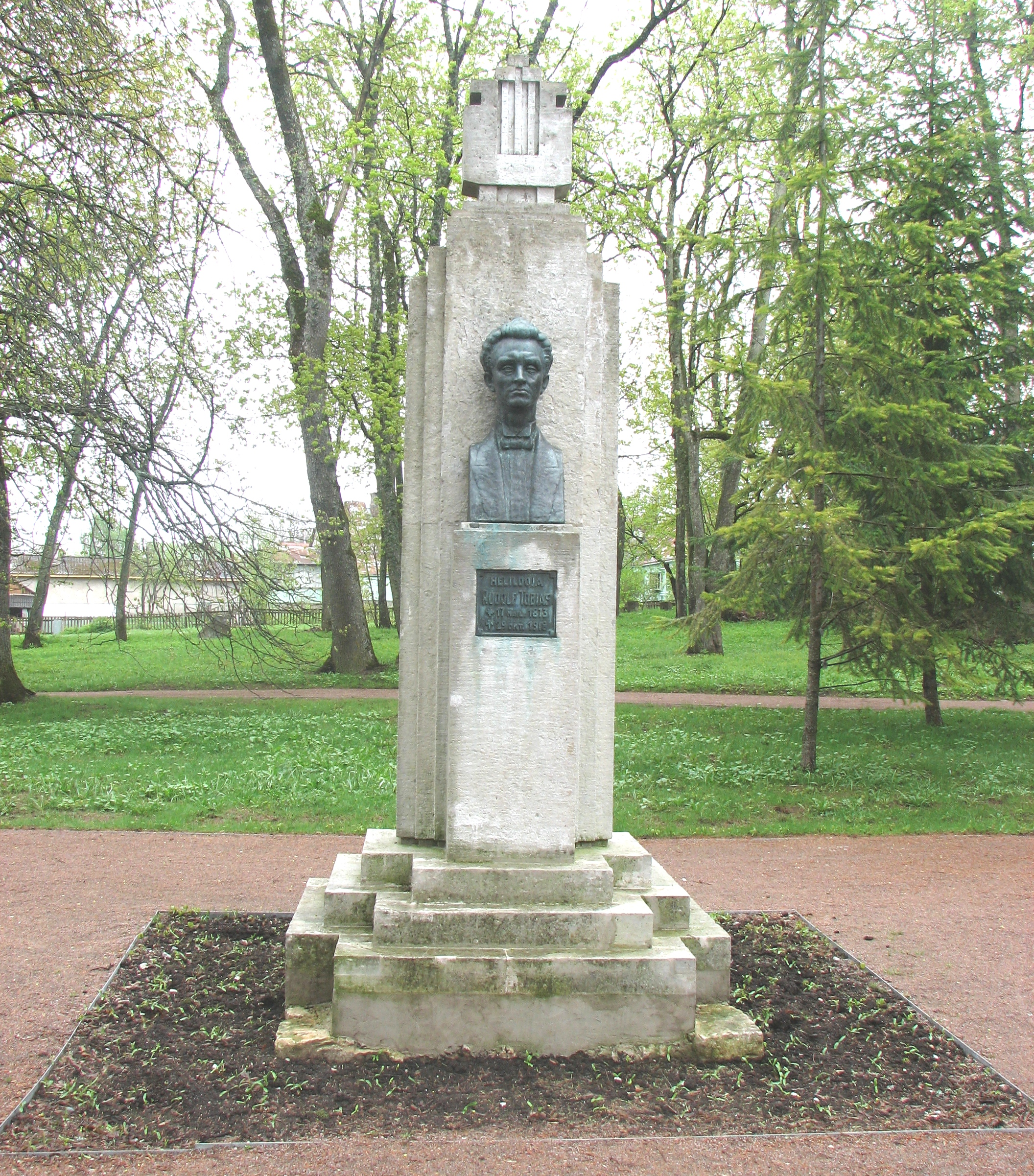
Monumento a Tobias en Haapsalu .
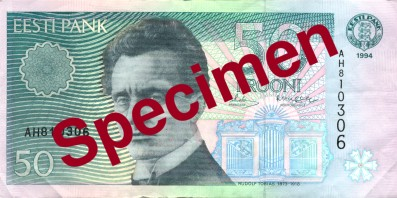
Tobias en el billete de 50 coronas estonias.
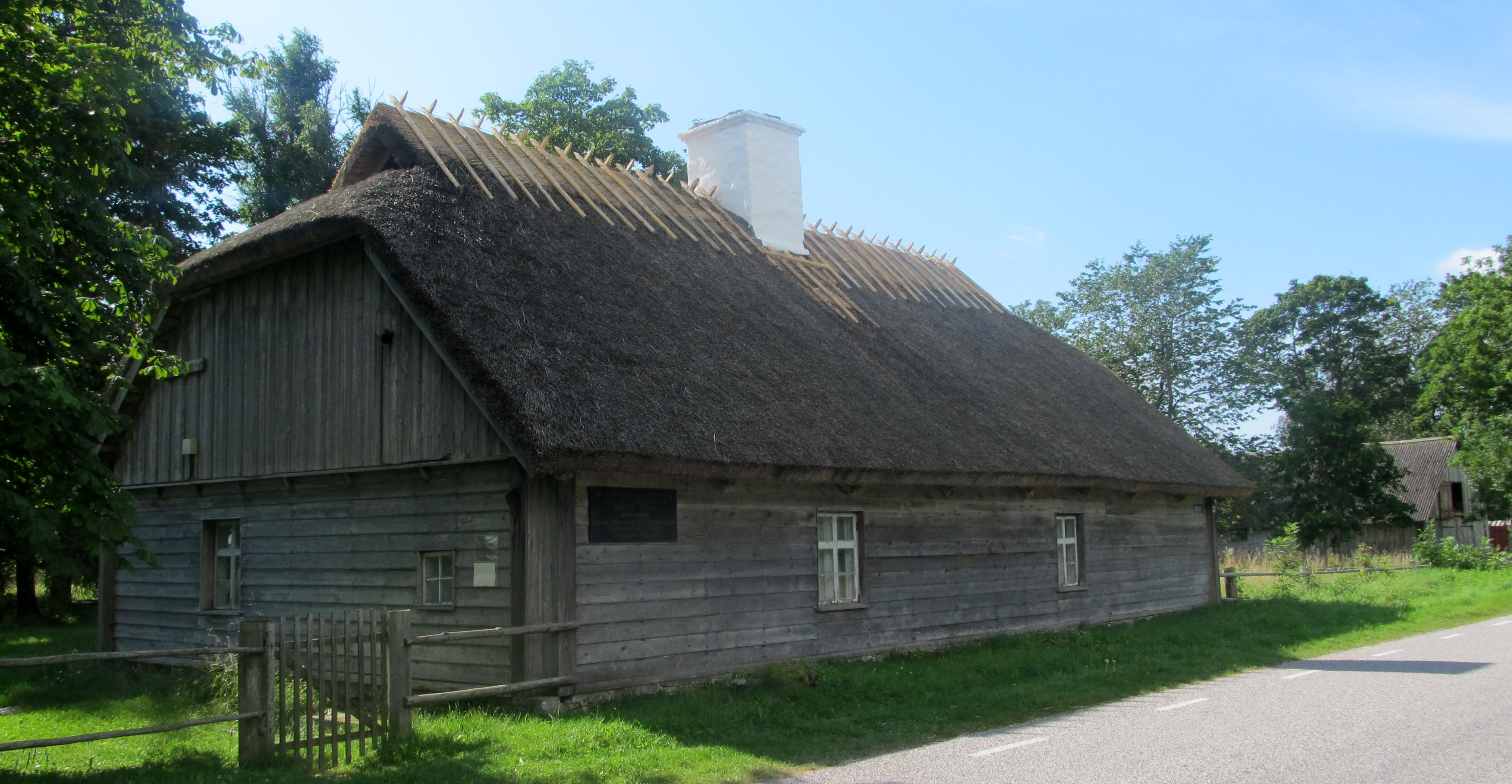
Museo de Rudolf Tobias en su casa natal en Selja, parroquia de Käina.
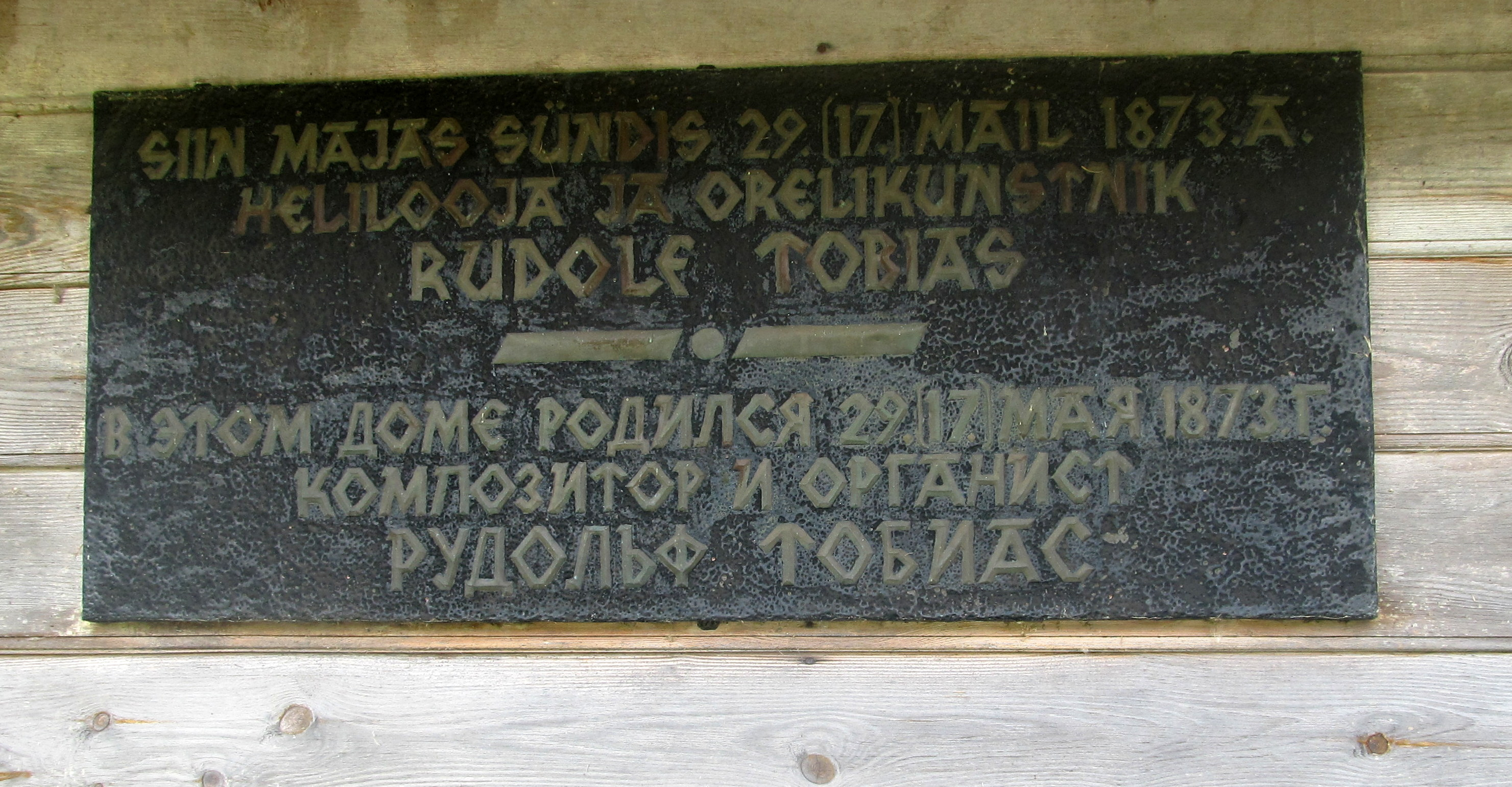
Placa en el museo.